# Dorthonion
En el Universo imaginario de Tolkien, Dorthonion es una región de altas tierras boscosas cubiertas de pinos, ubicadas en las fronteras septentrionales de Beleriand. Tienen como límite este las colinas de Himring separadas por el Paso de Aglon, su límite oeste son las Montañas Circundantes, al norte está Ard-Galen y al sur toda la región de Nan Dungorteb.
Su nombre significa "Tierras de Pinos" dado que este árbol era el que predominaba, por su especial adaptación a las zonas de altura. Luego de la invasión de los Orcos, durante la Dagor Bragollach esa región pasó a llamarse Taur-nu-Fuin o "Bosque Bajo la Noche" porque en adelante fue dominada por los siervos de Morgoth.
Dorthonion fue cedida a Angrod y Aegnor, hijos de Finarfin, y eran vasallos de su hermano Finrod, señor de Nargothrond; por su estratégica ubicación vigilaba la llanura de Ard-Galen al norte.

## Ladros
Ladros era una región ubicada en el extremo noreste de Dorthonion que fue cedida en feudo, por Fingolfin a los hombres del pueblo de Bëor, especialmente a Boromir, por quien Fingolfin tenía una gran estima. Por tratarse de una región fronteriza con las tierras de Ard-Galen, Ladros era un punto estratégico de vigilancia, y esa tarea desempeñaron los hombres de la Casa de Bëor
- Datos: Q2014805